# Mirzad Mehanović
Mirzad Mehanović (* 5. ledna 1993, Srebrenica) je bosenský fotbalový záložník, od roku 2018 hráč klubu FK Ordabasy Šymkent. Jeho oblíbeným klubem je FC Barcelona z Katalánska.

## Rodina
Jeho otec byl zabit během války v Bosně a Hercegovině.

## Klubová kariéra
V juniorském věku se účastnil evropských turnajů, kde zaujal představitele různých klubů, mj. španělského Espanyolu. Měl nabídky i z bosenských prvoligových klubů. V roce 2010 byl po skončení střední školy (gymnázia) na desetidenních testech v Mladé Boleslavi, kde následně podepsal smlouvu. V klubu se setkal s krajanem Jasminem Šćukem a Rakušanem Hidajetem Hankićem, který má také bosenské kořeny.
Mirzad Mehanović působil v juniorce FK Mladá Boleslav, v lednu 2014 byl trvale zařazen do A-mužstva Mladé Boleslavi.
V 1. české lize však debutoval již dříve v sezoně 2012/13, 1. června 2013 proti FK Teplice (porážka 0:4).
V červenci 2015 po skončení smlouvy v Ml. Boleslavi odešel jako volný hráč do slovenského klubu FO ŽP ŠPORT Podbrezová vedeného trenérem Zdeno Frťalou, kde působil do ledna 2016. Na jaře 2016 se vrátil do ČR do Mladé Boleslavi, odkud hostoval do konce sezóny 2015/16 ve FK Varnsdorf. 

V červenci 2016 přestoupil do FK Jablonec. Koncem srpna 2017 po utkání 5. kola HET ligy proti FC Fastav Zlín v Jablonci skončil. Právě FC Fastav Zlín jej vzápětí angažoval, s hráčem podepsal tříletou smlouvu.
V roce 2018 odešel na hostování do kazachstánského týmu Ordabasy Šymkent Po uplatnění roční opce do Šymkentu přestoupil.